# Jiří Rublič
Jiří Rublič, křtěný Jiří Karel (7. dubna 1910, Dvůr Králové nad Labem – 29. srpna 1969, Praha) byl český fotograf – fotoreportér.

## Život
Narodil se v rodině fotografa Jindřicha Rubliče (1864–1921) a jeho manželky Anna Rubličové (Königové, 1869–1945) ve Dvoře Králové nad Labem. Byl nejmladší z dvanácti sourozenců. Jeho starší bratr Miroslav Rublič (1890–1949) a sestra Jarmila Čiháková (Rubličová, 1893–1985) byli rovněž fotografové. Vyučil se v ateliéru svého otce. Poté odešel do Prahy, kde pracoval v ateliéru Františka Drtikola.
V roce 1931 nastoupil základní vojenskou službu. Vzhledem ke svému povolání byl zařazen do fotočety leteckého pluku v Hradci Králové. 

## Dílo
Po skončení služby začal pracovat v ČTK jako fotoreportér. Jedním z jeho hlavních témat byla politická jednání a dokumentace činnosti prezidentů a členů vlády.
Příklady takových Rubličových fotografií lze nalézt v publikaci Zuzana Jürgens, Radim Kopáč: Státní cena za literaturu 1920–2015 & Státní cena za překladatelské dílo 1995–2015

### Ocenění díla
Jeho angažovaná práce pro socialistickou společnost byla oceněna vyznamenáním Za vynikající práci.

## Členství v organizacích
Byl členem Svazu československých novinářů a prvním předsedou Sekce fotoreportérů tohoto svazu.